# Dekanat szczuczyński (eparchia grodzieńska i wołkowyska)
Dekanat szczuczyński – jeden z dziewięciu dekanatów wchodzących w skład eparchii grodzieńskiej i wołkowyskiej Egzarchatu Białoruskiego Patriarchatu Moskiewskiego.

## Parafie w dekanacie
- Parafia św. Paraskiewy w Bersztach
  - Cerkiew św. Paraskiewy w Bersztach
- Parafia św. Jana Teologa w Dziembrowie
  - Cerkiew św. Jana Teologa w Dziembrowie
- Parafia Ikony Matki Bożej „Szybko Spełniająca Prośby” w Hołubach
  - Cerkiew Ikony Matki Bożej „Szybko Spełniająca Prośby” w Hołubach
- Parafia Narodzenia Najświętszej Maryi Panny w Murowance
  - Cerkiew Narodzenia Najświętszej Maryi Panny w Murowance
- Parafia św. Mikołaja Cudotwórcy w Naroszach
  - Cerkiew św. Mikołaja Cudotwórcy w Naroszach
  - Kaplica św. Proroka Eliasza w Jakubowiczach
- Parafia Opieki Matki Bożej w Orli
  - Cerkiew Opieki Matki Bożej w Orli
- Parafia Przemienienia Pańskiego w Ostrynie
  - Cerkiew Przemienienia Pańskiego w Ostrynie
  - Cerkiew Kazańskiej Ikony Matki Bożej w Baksztach
- Parafia Opieki Matki Bożej w Pierszamajsku
  - Cerkiew Opieki Matki Bożej w Pierszamajsku
- Parafia Narodzenia Najświętszej Maryi Panny w Rakowiczach
  - Cerkiew Narodzenia Najświętszej Maryi Panny w Rakowiczach
- Parafia Narodzenia Pańskiego w Różance
  - Cerkiew Narodzenia Pańskiego w Różance
- Parafia Narodzenia św. Jana Chrzciciela w Szczeńcu
  - Cerkiew Narodzenia św. Jana Chrzciciela w Szczeńcu
- Parafia Objawienia Pańskiego w Szczuczynie
  - Cerkiew Objawienia Pańskiego w Szczuczynie
- Parafia św. Michała Archanioła w Szczuczynie
  - Cerkiew św. Michała Archanioła w Szczuczynie
- Parafia Zaśnięcia Matki Bożej w Sznipkach
  - Cerkiew Zaśnięcia Matki Bożej w Sznipkach
- Parafia św. Mikołaja Cudotwórcy w Turzejsku
  - Cerkiew św. Mikołaja Cudotwórcy w Turzejsku
- Parafia św. Marcina Turowskiego w Żołudku
  - Cerkiew św. Marcina Turowskiego w Żołudku

## Galeria

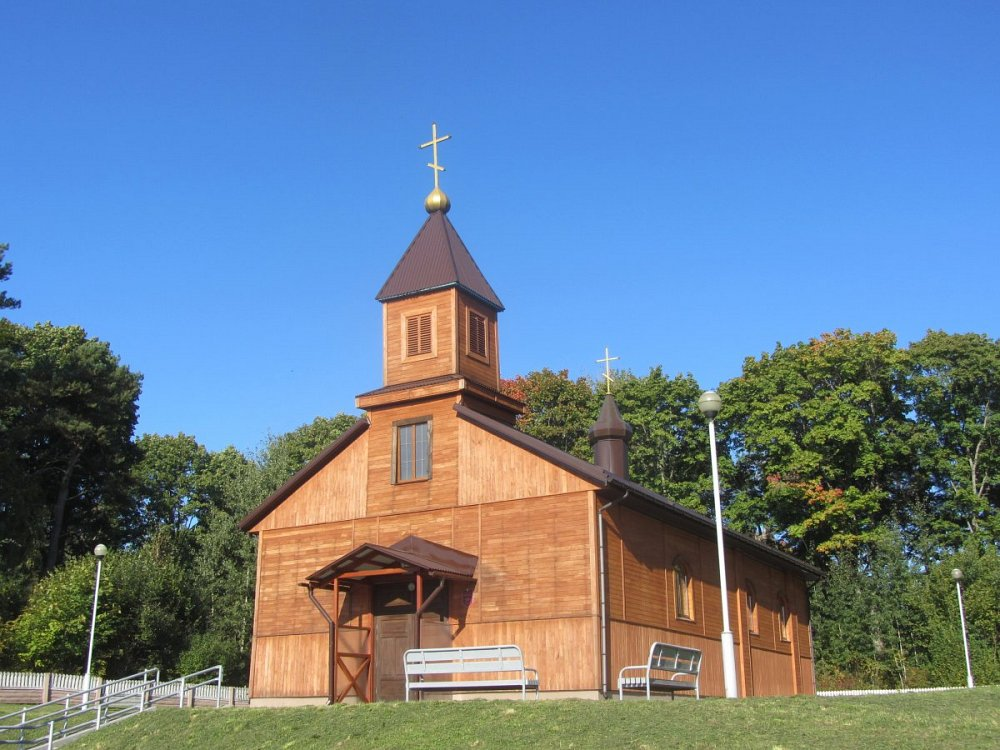
Cerkiew św. Paraskiewy w Bersztach
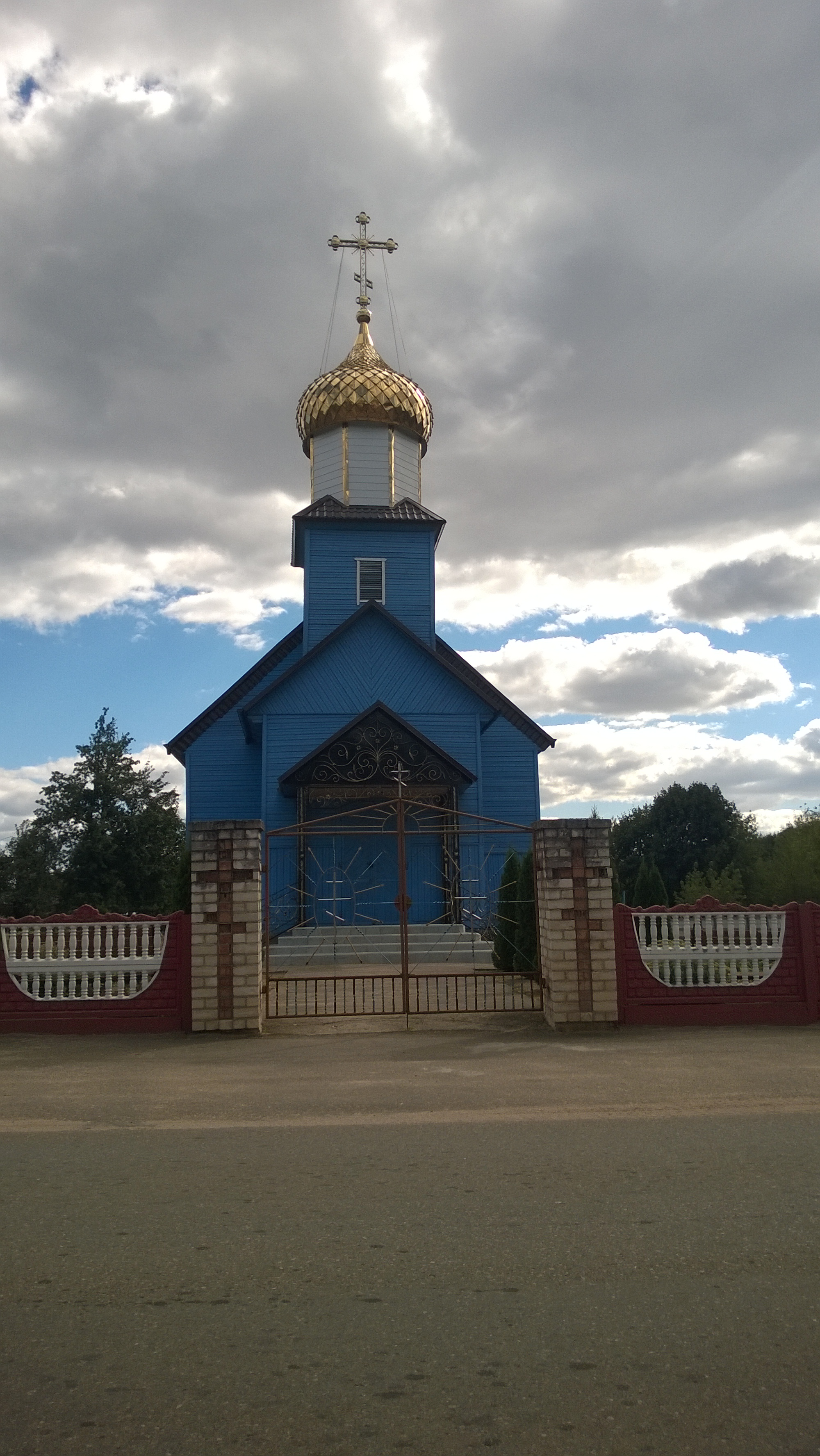
Cerkiew św. Jana Teologa w Dziembrowie
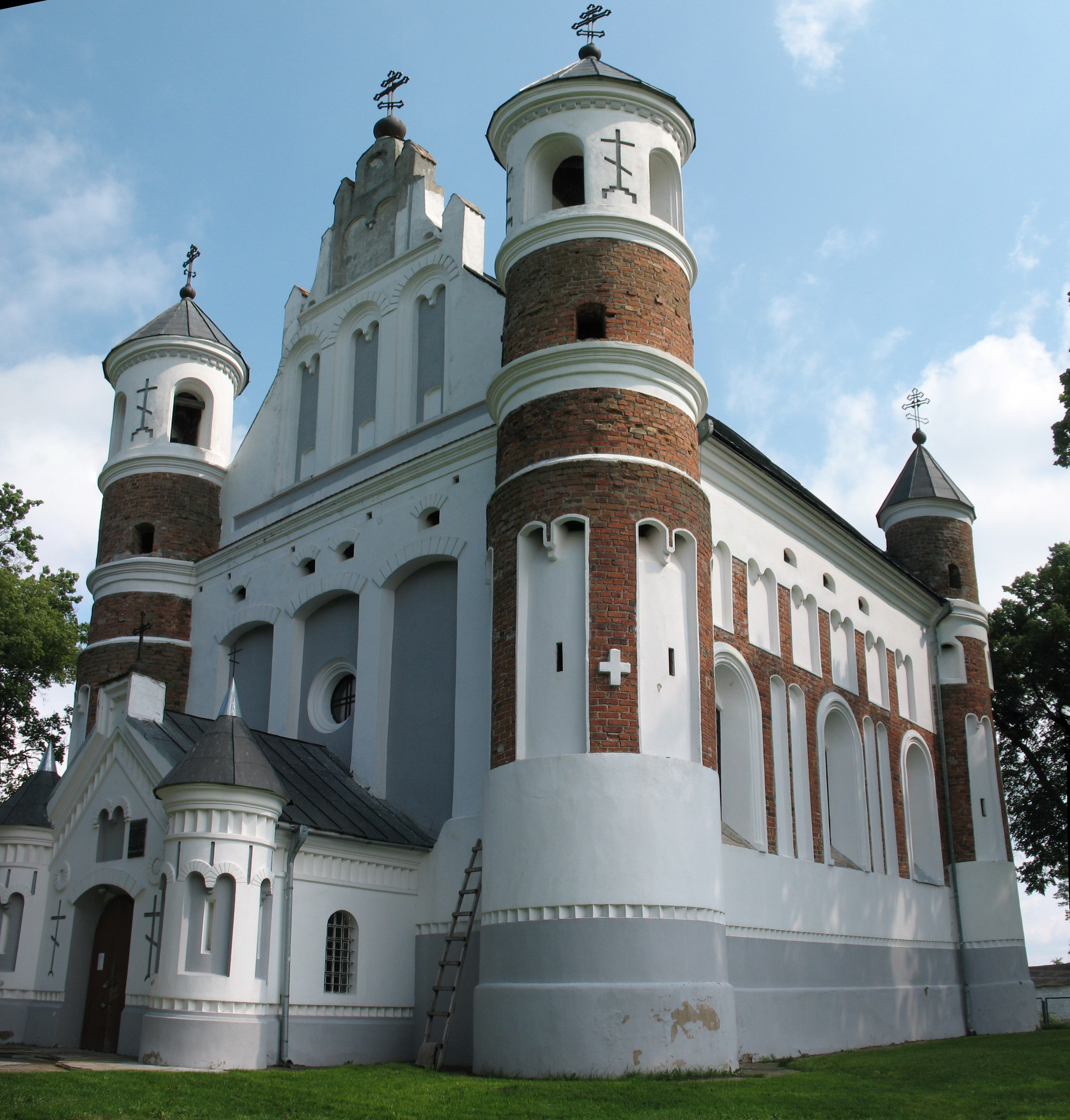
Cerkiew Narodzenia Najświętszej Maryi Panny w Murowance
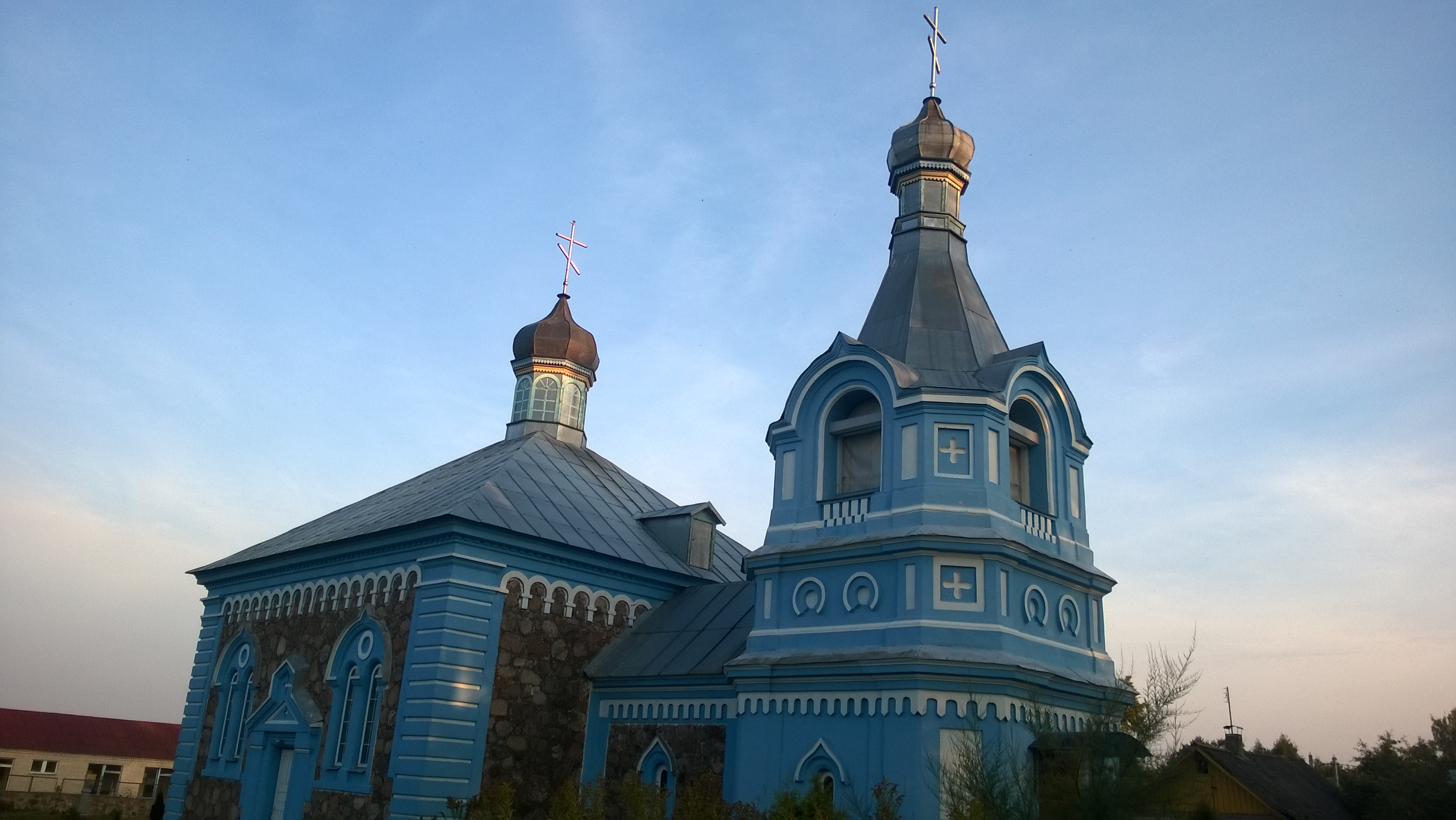
Cerkiew Opieki Matki Bożej w Orli
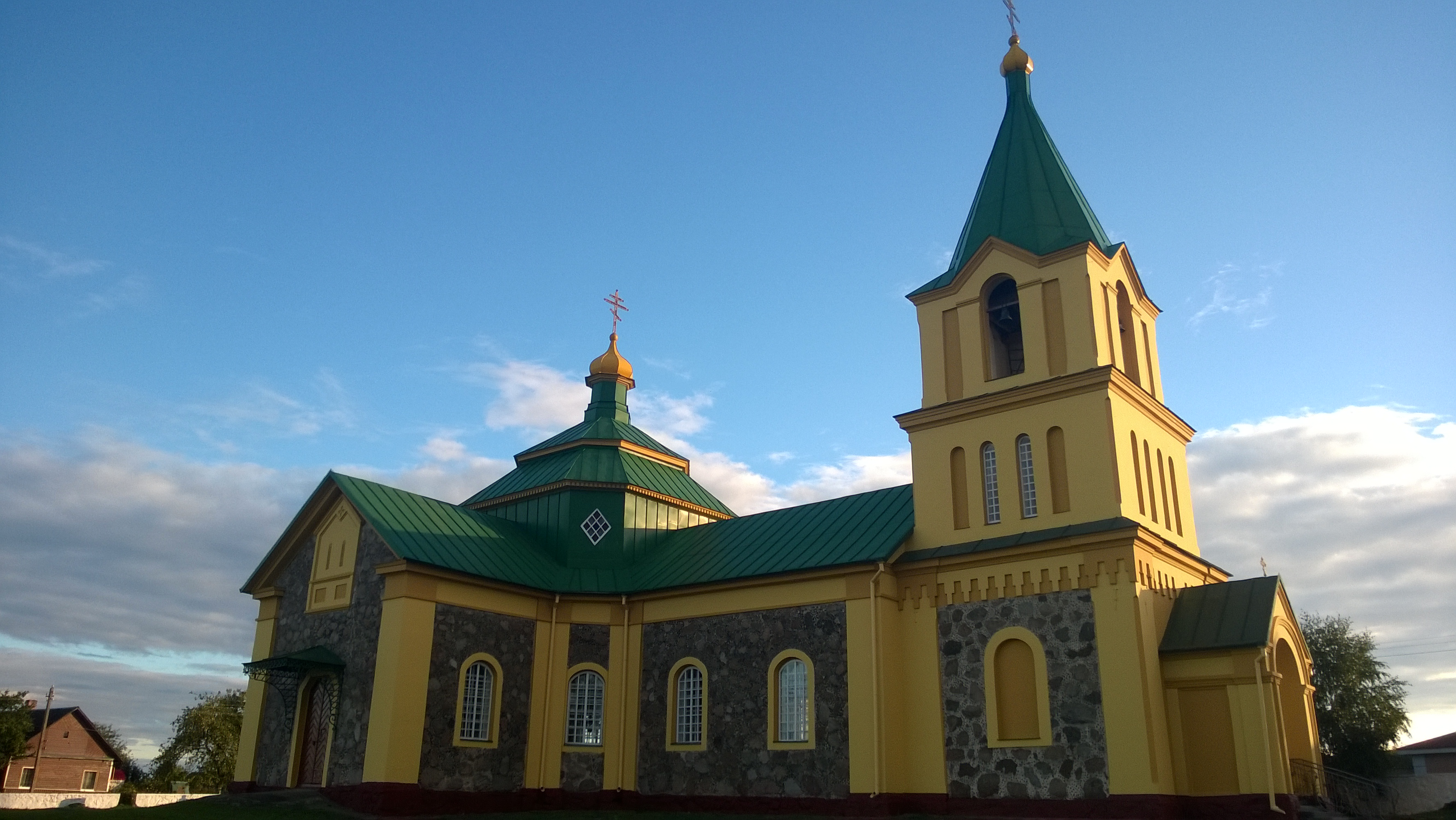
Cerkiew Przemienienia Pańskiego w Ostrynie
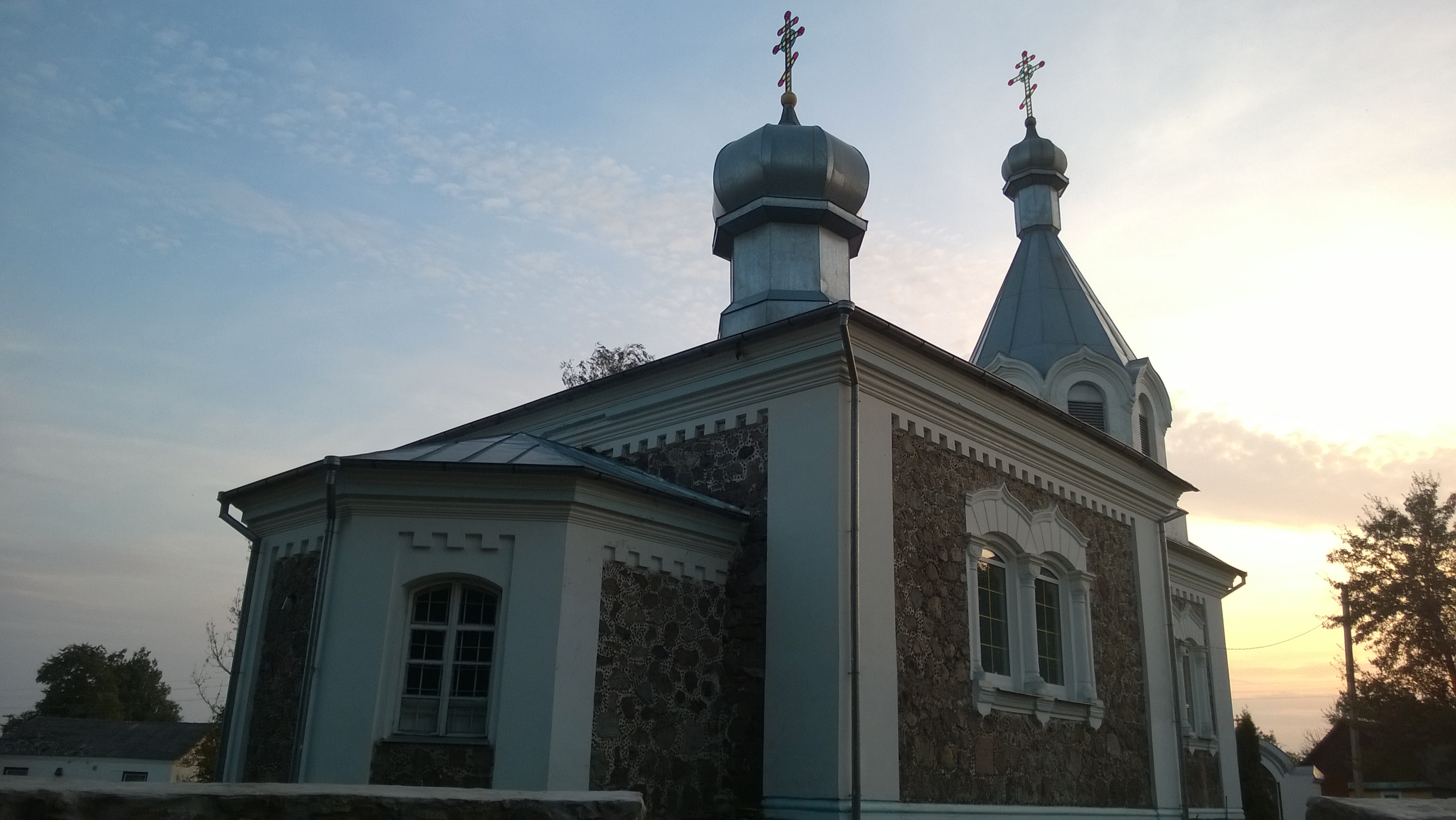
Cerkiew Narodzenia Najświętszej Maryi Panny w Rakowiczach
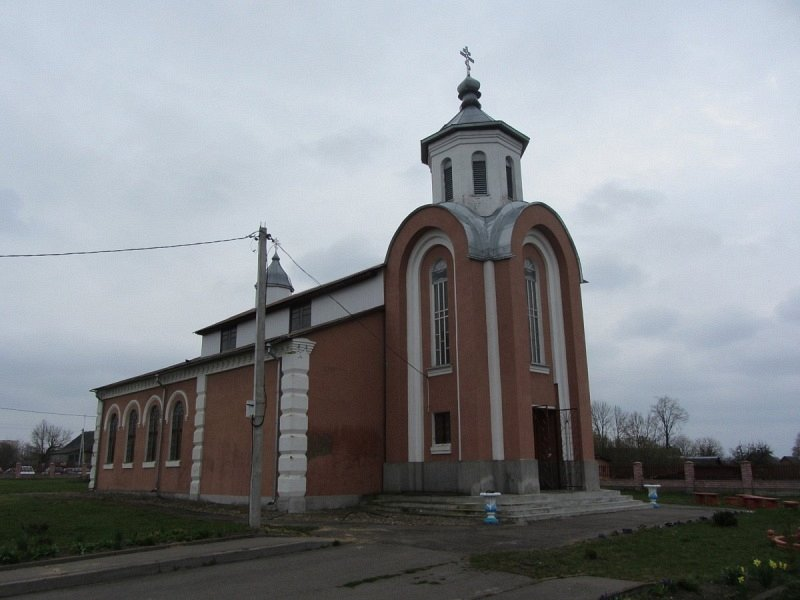
Cerkiew Narodzenia Pańskiego w Różance
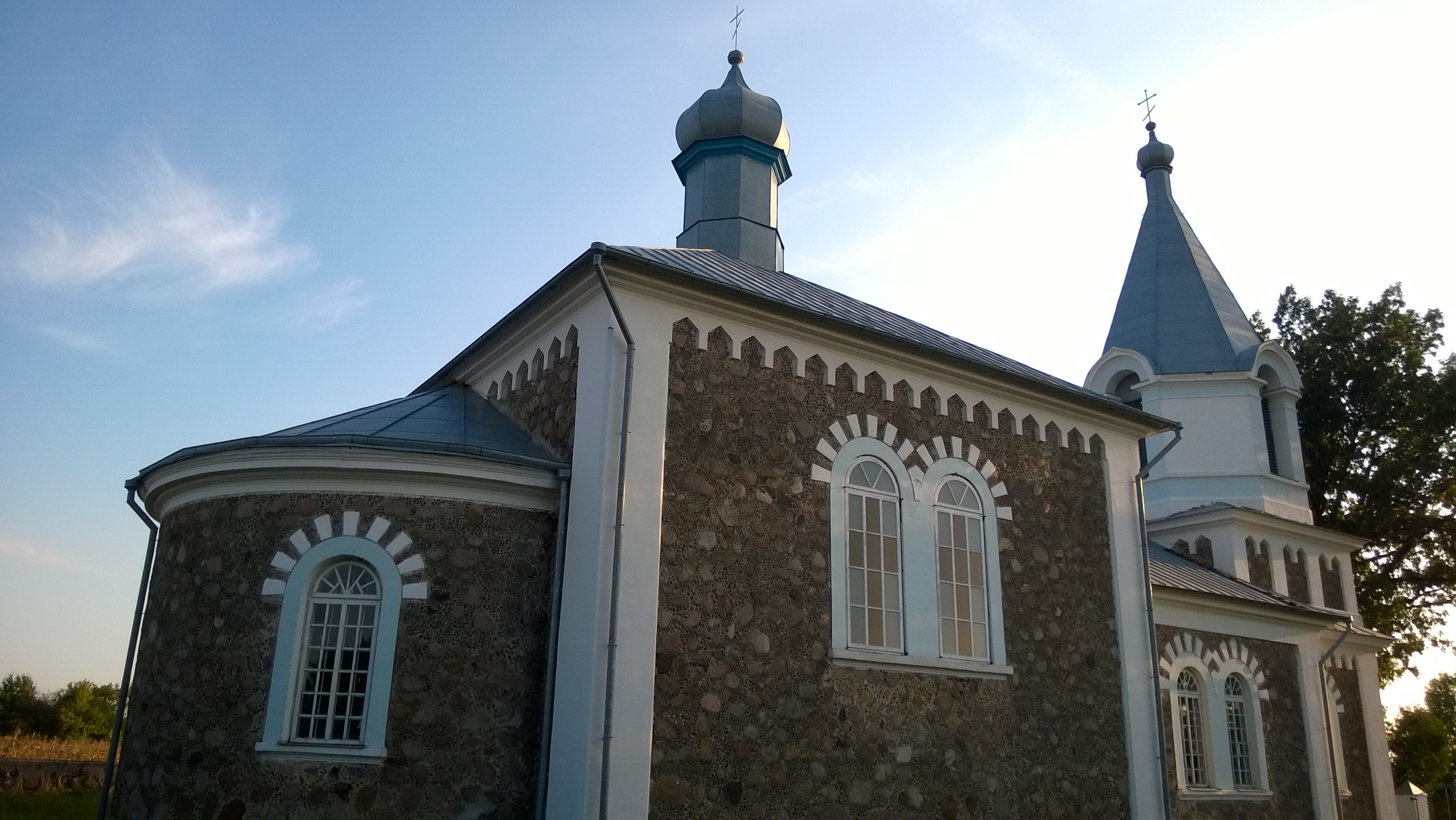
Cerkiew Zaśnięcia Matki Bożej w Sznipkach
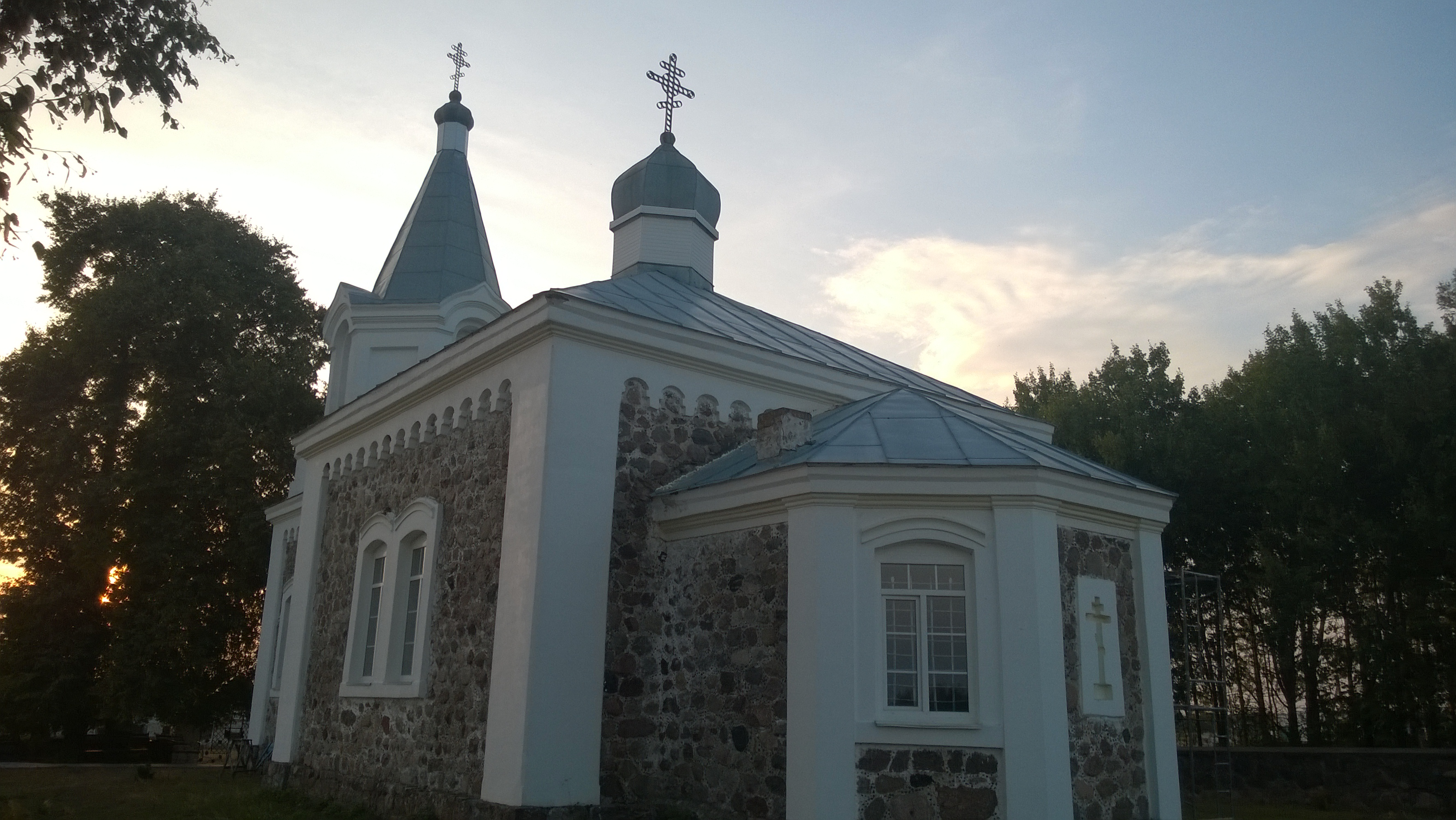
Cerkiew św. Mikołaja Cudotwórcy w Turzejsku
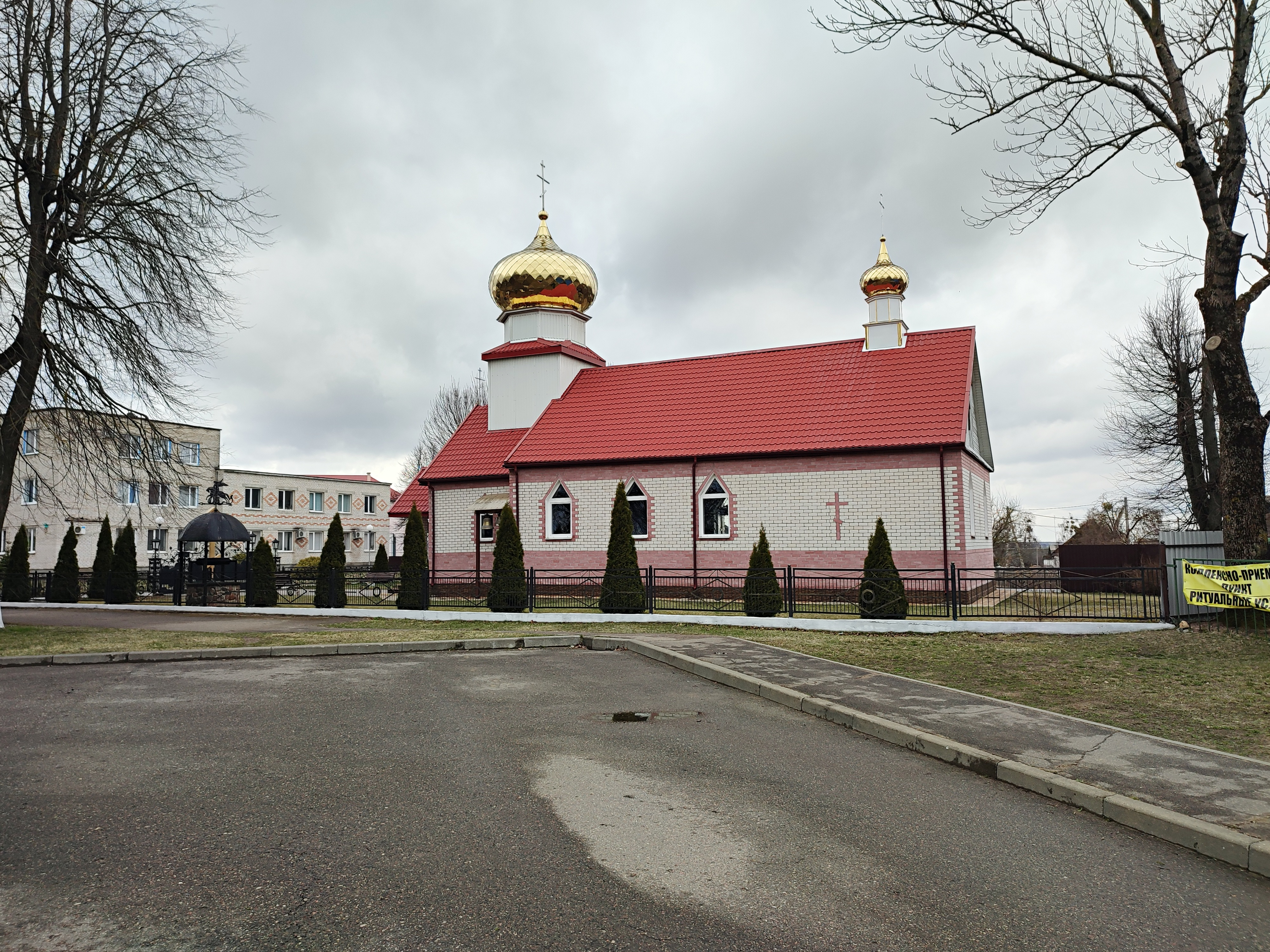
Cerkiew św. Marcina Turowskiego w Żołądku